# Tom Clancy's Rainbow Six: Siege
Tom Clancy's Rainbow Six: Siege is een first-person shooter ontwikkeld door Ubisoft Montreal. Het spel werd uitgegeven door Ubisoft op 1 december 2015 voor PlayStation 4, Playstation 5, Windows en Xbox One.
Tom Clancy's Rainbow 6: Patriots was initieel in ontwikkeling voor de PlayStation 3 en Xbox 360. Nadat de opvolgers van beide consoles waren aangekondigd, besloten de ontwikkelaars dat de ideeën voor het spel beter geschikt waren voor de nieuwe consoles en om alle ontwikkeling voor Patriots te stoppen en vanaf nul te beginnen aan Rainbow Six: Siege.
Het spel heeft begin januari 2019 12 seizoenen en 44 operators. Iedere operator heeft zijn eigen specialiteit. Elk seizoen komt er 1 operator bij: meestal zijn dit een aanvaller of een verdediger.

## Seizoenen en operators

### Seizoen 1:Operation Black Ice
In het eerste seizoen van Tom Clancy's Rainbow Six: Siege werden 2 Canadese operators toegevoegd aan de game: Buck en Frost.
- Buck: Deze operator is een aanvaller en heeft als specialiteit onder zijn middellangeafstandsgeweer een shotgun.
- Frost: Frost is een verdediger die als special een zogenaamde welkommat heeft. Dit is een soort van berenval. Aanvallers die erin lopen liggen gewond op de grond en kunnen alleen weer opstaan als hij/zij wordt verzorgd.

### Seizoen 2:Operation Dust Line
Het tweede seizoen van de game voegt 2 operators van Amerikaanse origine toe.
- Blackbeard: Blackbeard heeft een schild waarmee hij door zachte muren heen kan. De speler kan er voor kiezen om het schild deels te laten zaken om te schieten, hierbij wordt Blackbeard wel kwetsbaarder voor vijanden.
- Valkyrie:  Valkyrie heeft 3 gooibare camera's die op elk object kunnen blijven kleven. Deze camera’s kunnen door elke verdediger gebruikt worden.

### Seizoen 3:Operation Skull Rain
- In Operation Skull Rain sluiten twee BOPE-operators zich aan bij Team-Rainbow.

- Caveira: Caveira heeft twee vaardigheden. Ze kan voor enkele seconden haar ‘silent step’ inzetten waardoor ze bijna geen geluid maakt tijdens het bewegen. Ook kan ze wanneer aanvallers gewond zijn, deze ondervragen waardoor de exacte locaties van alle andere aanvallers voor 10 seconden voor het verdedigende team zichtbaar zijn.

- Capitão: Capitão heeft een speciale kruisboog waarmee hij 2 soorten pijlen kan schieten. Dit zijn 2 rook- en 2 vuurpijlen.

### Seizoen 4:Operation Red Crow
- In Operation Red Crow wordt Team-Rainbow versterkt door twee operators van de SAT.
- Echo: Echo heeft een drone die supersonische schokken kan schieten waardoor de aanvaller ongeveer 4-5 seconden gedesoriënteerd raakt.
- Hibana: Hibana kan 3x 6 pellets schieten die op afstand kunnen worden geactiveerd. De pallets branden zelfs door versterkte muren waarna ze exploderen.

### Seizoen 1:Operation Velvet Shell
- In Operation Velvet Shell wordt het team-Rainbow versterkt door twee operators van de GEO.
- Jackal: Jackal is een operator die met een scanner op zijn hoofd voetstappen van de tegenstander kan scannen. Als de scan is voltooid wordt er 4x om de ca. 7 seconden zijn locatie vrijgegeven.

- Mira: Mira geeft spelers de mogelijkheid om ramen in (al dan niet versterkte) muren te plaatsen. Het raam werkt in één richting waardoor de speler er aan de ene kant wel doorheen kan kijken, maar aan de andere kant niet. Ook is het raam kogelwerend en kan het kapot worden gemaakt waardoor er als het ware een gat in de muur zit.

### Seizoen 2:Operation Health
- Tijdens deze Operation werden allerlei problemen opgelost door Ubisoft en werd er geïnvesteerd in betere technologie om de komende jaren te kunnen blijven groeien.

### Seizoen 3:Operation Blood Orchid
- In deze Operation werden voor het eerst 3 operators toegevoegd in plaats van de gebruikelijke 2. Namelijk 2 SDU operators en 1 GROM.
- Lesion: Een operator die onzichtbare Gu-mijnen (een mijn gevuld met naalden vol gif) op de grond gooit. Wanneer aanvallers hierin lopen krijgen ze schade zolang ze de naald niet uit hun been halen.
- Ying: Ying gooit Candela's, flashbangs die later ter ontploffing gebracht kunnen worden en die ook op de muur geplaatst kunnen worden om ze zo af te laten gaan aan de andere kant. Ook zij hoort bij de SDU.
- Ela: Een Poolse operator van de G.R.O.M. Haar vaardigheid is het gebruik van 3 Grzmot-mijnen, overal plaatsbare mijnen die aanvallers tijdelijk verdoven bij ontploffing.

### Seizoen 4: OperationWhite Noise
- In deze Operation werden 2 707th SMB operators en nog 1 GROM operator toegevoegd.
- Dokkaebi
- Vigil
- Zofia